# Ethan Thompson
Ethan Ivan Thompson (Harbor City, 4 maggio 1999) è un cestista statunitense con cittadinanza portoricana.

## Biografia
È il figlio dell'allenatore ed ex cestista Stephen Thompson e il fratello minore di Stephen Thompson jr., anch'egli cestista.

## Carriera
Con Porto Rico ha disputato i Campionati americani del 2022.

## Statistiche

### College
| Anno      | Squadra            | PG  | PT  | MP   | TC%  | 3P%  | TL%  | RP  | AP  | PRP | SP  | PP   |
| --------- | ------------------ | --- | --- | ---- | ---- | ---- | ---- | --- | --- | --- | --- | ---- |
| 2017-2018 | Oregon St. Beavers | 32  | 32  | 32,2 | 38,3 | 33,3 | 73,1 | 4,1 | 3,5 | 0,7 | 0,4 | 9,9  |
| 2018-2019 | Oregon St. Beavers | 31  | 31  | 34,4 | 44,4 | 35,9 | 79,7 | 5,0 | 3,9 | 0,9 | 0,5 | 13,7 |
| 2019-2020 | Oregon St. Beavers | 31  | 31  | 35,4 | 45,8 | 33,3 | 74,2 | 4,2 | 4,5 | 1,3 | 0,2 | 14,8 |
| 2020-2021 | Oregon St. Beavers | 33  | 33  | 33,6 | 40,4 | 32,9 | 81,3 | 4,0 | 3,9 | 1,2 | 0,4 | 15,7 |
| Carriera  | Carriera           | 127 | 127 | 33,9 | 42,4 | 33,8 | 77,6 | 4,3 | 3,9 | 1,0 | 0,3 | 13,5 |

### G League
| Anno      | Squadra          | PG  | PT  | MP   | TC%  | 3P%  | TL%  | RP  | AP  | PRP | SP  | PP   |
| --------- | ---------------- | --- | --- | ---- | ---- | ---- | ---- | --- | --- | --- | --- | ---- |
| 2021-2022 | Windy City Bulls | 43  | 37  | 28,0 | 42,7 | 30,5 | 78,3 | 4,1 | 2,5 | 1,0 | 0,7 | 12,2 |
| 2022-2023 | Windy City Bulls | 47  | 37  | 34,1 | 45,6 | 36,4 | 81,2 | 4,4 | 3,4 | 1,2 | 0,4 | 17,0 |
| 2023-2024 | Capitanes C.M.   | 49  | 49  | 37,7 | 42,8 | 35,1 | 85,0 | 4,7 | 4,5 | 1,5 | 0,4 | 23,0 |
| 2024-2025 | Osceola Magic    | 47  | 45  | 33,4 | 41,5 | 39,6 | 80,5 | 4,7 | 3,0 | 1,1 | 0,5 | 17,8 |
| Carriera  | Carriera         | 186 | 168 | 33,5 | 43,1 | 36,2 | 82,2 | 4,5 | 3,4 | 1,2 | 0,5 | 17,7 |